# Xestaspis sertata
Xestaspis sertata är en spindelart som beskrevs av Simon 1907. Xestaspis sertata ingår i släktet Xestaspis och familjen dansspindlar.
Artens utbredningsområde är Bioko. Inga underarter finns listade i Catalogue of Life.